# Dermalsinus
Der Dermalsinus (engl. dermal sinus) ist eine kleine angeborene Hautöffnung mit schmalem Gang und endet im Gegensatz zur Fistel in tieferen Gewebsschichten blind. Nicht selten werden daraus hervorwachsende Haarbüschel beobachtet. Wie die Meningozele ist der Dermalsinus vorwiegend am Rücken auf der Mittellinie im Lendenwirbelbereich lokalisiert. In manchen Fällen setzt sich der Dermalsinus als fibröser Bindegewebsstrang bis in das Rückenmark fort und ist in solchen Fällen mit einer Spina bifida occulta kombiniert. In anderen Fällen wird am Gangende ein Lipom oder eine Dermoidzyste beobachtet.
In den meisten Fällen ist ein Dermalsinus ohne Symptome. Allerdings stellen sie eine mögliche Infektionsquelle für das tiefere Gewebe oder gar den Rückenmarkskanal dar und werden in solchen Fällen operativ saniert. Unter dem Lichtmikroskop stellen sie sich als kleine Kanäle in kollagenem Bindegewebe dar, die mit verhornendem Plattenepithel ausgekleidet sind.